# Anna Pettersson (jurist)
Anna Maria Pettersson, född 5 januari 1861 i Uppsala, död 6 september 1929 i Uppsala, var en svensk jurist. Hon var första kvinnan i Sverige som startade en juridisk byrå som drevs av en kvinna och som dessutom riktade sig framför allt till kvinnliga klienter.

## Biografi
Anna Petterssons far Fredrik Pettersson var akademiträdgårdsmästare. Modern Amalia dog då dottern endast var tre år. Redan som ung visade Anna Pettersson ett stort intresse för juridik, och läste mycket juridisk litteratur på egen hand. Hon studerade emellertid aldrig juridik på universitetsnivå utan utbildade sig i stället till språklärare. Anna Pettersson kunde dock inte släppa tanken på att få arbeta med juridik. Att börja om på nytt med studentexamen och universitetsstudier tyckte hon inte var genomförbart, utan hon valde i stället att gå den praktiska vägen.
Anna Pettersson övergav lärarbanan och fick plats som biträde på rådhusrättens kansli i Uppsala runt år 1890. Efter att ha arbetat där i elva år, fortsatte hon sedan under tre års tid på Victor Wennerholms juridiska byrå i Stockholm. Därefter kände sig Anna Pettersson redo att förverkliga sin dröm om en egen juridisk verksamhet. Hösten 1904 öppnade Kvinnliga Juridiska Byrån på Triewaldsgränd i Stockholm. Anna Pettersson blev därmed den första kvinnan i Sverige som startade en juridisk byrå som drevs av en kvinna och som dessutom riktade sig framför allt till kvinnliga klienter. Under det tidiga 1900-talet hade kvinnor, särskilt gifta kvinnor, betydligt sämre rättsliga villkor än män och många kvinnor sökte sig till den nyöppnade byrån för att få hjälp med framför allt familjerättsliga ärenden, till exempel skilsmässor. För kvinnliga klienter som hade det svårt ställt ekonomiskt gav Anna Pettersson kostnadsfria råd.
Anna Pettersson stöttades i sin juridiska verksamhet av bland andra juridikdocenten Elsa Eschelsson, Sofia Gumaelius, grundare av Nya Annonsbyrån och Agda Montelius, aktiv i kvinnorörelsen och bland annat ordförande i Fredrika-Bremer-Förbundet (FBF) samt i Föreningen för Välgörenhetens Ordnande (FVO). Elsa Eschelsson hjälpte Anna Pettersson med särskilt svåra rättsfall, och gav henne rådet att hålla igång sin byrå så länge det gick: ”Sluta inte så länge du har en klient”. Men alla var inte lika uppmuntrande. Det faktum att Anna Pettersson inte var utbildad jurist väckte viss kritik bland andra jurister. Byråns namn uppskattades inte heller av alla: det ansågs som ett illojalt sätt att locka till sig kvinnliga klienter från andra jurister. Byrån fick emellertid ganska snabbt ett stort klientunderlag och verksamheten var framgångsrik. Hösten 1915 övertogs Kvinnliga Juridiska Byrån av Eva Andén, den första kvinnan i Sverige som blev ledamot av Sveriges advokatsamfund, och Anna Pettersson drog sig tillbaka.
Liksom flera av de tidiga kvinnliga juristerna höll Anna Pettersson föredrag och skrev artiklar om aktuella rättsliga frågor för kvinnor. I tidskriften Dagny skrev hon till exempel om äktenskapsrätt i andra länder och de brister som fanns vad gällde kvinnans rättsliga ställning i svensk lagstiftning. Anna Pettersson var även aktiv i kampen för kvinnlig rösträtt, och satt i styrelsen för Föreningen för kvinnans politiska rösträtt (FKPR).
Anna Pettersson avled 1929 i Uppsala, där hon är begravd på Gamla kyrkogården.